# メタルマックス4 月光のディーヴァ
『メタルマックス4 月光のディーヴァ』（メタルマックスフォー げっこうのディーヴァ）は、2013年11月7日に角川ゲームス（エンターブレインレーベル）から発売されたニンテンドー3DS用ゲーム。開発はキャトルコール／24Frame。アニメーション制作はスタジオ4℃。

## ストーリー
世界を壊滅に追いやった"大破壊"から50年。コンクリ島に武装集団が押し寄せ、住民であるギブがさらわれた。ギブとともに暮らしていたサーシャは、家族同然で暮らしていたヒナタを護るべく、自らの身体を武器に変えて武装集団に立ち向かった。
ヒナタを連れてサーシャは、自らが人間でないこと、ヒナタとギブが"大破壊"の時代に冷凍睡眠しこの時代を生きてきた"ホットシード"と呼ばれる人間であることを語った。
そして、ヒナタは育ての親であるギブを救うべく、サーシャとともに、旅に出た。

## 登場人物

### 主要人物
ヒナタ
声 - 下野紘
本作の主人公。ギブスンやサーシャとともに暮らしていたが、2人とは血縁関係になく、実母はモリセ博士である。
ノアによる大破壊を生き残り、在りし日の文明を復興する使命も帯びて母と共に冷凍睡眠のカプセルに入るも、覚醒処理の後遺症から意識不明の重態に陥り（作中では「冷凍酔い」と呼ばれる）、そのショックで過去の記憶の殆どを失くしてしまった。一命は取り留めるが、母親は覚醒処理の失敗によって既に亡くなっており、そのこともあって当初は屈折した想いを抱え、心を閉ざしていた。現在は、ギブスンとサーシャの庇護により明るさを取り戻し、やんちゃさも見せるほどになった。
従来シリーズの主人公のように全くセリフが無いわけではないが、基本的に会話は選択肢で行う。ただ、異性（サーシャも含む）との会話において高確率で「キミ、かわいいね」という選択肢が出てくることから、女好きの性格が窺える。また、モンスターに襲われ手傷を負った賞金首（この時点ではヒナタたちは正体を知らない）からサンデリゼまで連れて行くよう頼まれた際も「報酬は？」という選択肢が出てくることから、金銭にうるさい性格も見て取れる。
ズキーヤ
声 - 白石真梨
武装集団「月光」の首領の孫娘である賞金稼ぎの少女で、音楽方面の才能がある。正義感が強い故、組織の汚い仕事に心を痛めている。
ゲーム終盤でヒナタとの意外な関係が明かされる。
サーシャ
声 - 佐藤奏美
ヒナタの育ての親の一人である、生体組織を用いたエージェント・アンドロイドと呼ばれるガイノイド。それゆえ右腕に仕込まれた砲身から小型ミサイルを放つ機能を持ち、さらには身体をバイクに変形させることも出来る。
ウキョウ
声 - 中井和哉
ギブたちの旧友である元軍人のホットシード。彼の上官だったテハダ大尉を裏切ったベルイマンを憎んでいる。バイクを自在に操り、刀で銃弾や砲弾を迎撃する特技を持つ。その特技を生かしてオールドソングの場末で日銭を得ていたところ、ヒナタたちと再会する。
古風な物言いをすることがある。また、利益よりも正義や義理を重んじる性格で、時には謀略や殺人もやらなければ生きていけないほど荒廃したこの世界では珍しい硬骨漢でもある。
カリン
声 - 遠藤綾
中華料理店「唐幻境」の店主である、足技の体術を得手とする女性舞闘家。メイメイというまだ幼い妹が一人いる。ちゃらちゃらした男を嫌う、さっぱりとしているが気性の激しい性格。また、一人で問題を抱え込む優しさゆえに他者のお節介を極度に嫌う傾向もある。
ラトゥールにある中華料理店「万福亭」店主のビントロから言い寄られており、それを拒み続けていたため度々嫌がらせを受けていた。しかしある日、業を煮やしたビントロによって妹が誘拐されたことにより、運命が大きく変わり出す。
ラロ
声 - 小西克幸
腕に定評があるが、女性関係に問題のあるメカニック。しかし、彼自身も過去に恋人だった女性に捨てられており、今もその女性に未練を抱いているという話もある。"運命の女"を探していたところをヒナタたちと出会う。
オリビア
声 - 大原さやか
金髪碧眼のセクシーなナース。元はラトゥールの住民だったが、ある事情から追われる身となり、正体を隠してどこかの町に身を潜めているらしい。
X-エル
声 - 日笠陽子
猫耳のついたマスクをしている女性レスラー。ヒナタたちと意外な形で出会うことになる。かわいいものに目がなく、かわいいと褒めると喜ぶ少女趣味な性格。しかし、気分屋で気性が荒い一面もあり、気に障ると殴りかかることがある。大柄な見た目が悩みであり、特にそのことを言及すると激怒する。
ベルイマンらと深い因縁があるらしく、その因縁ゆえか、あるモンスターに変身する特技も持っている。

### その他
ギブスン博士
声 - 竹内良太
ヒナタの育ての親である男性科学者。
モリセ博士
声 - 五十嵐愛子
ギブスン博士が愛していた女性科学者。
ポチ
声 - 下野紘
シリーズ恒例のペット。なお、ポチはプレイヤーの指示ではなく自動で動くため、特技を覚えさせたり装備を強化する必要がある。
ナッポ
声 - 茶風林
ズキーヤの飼い犬で、彼女に対して忠実。名前はナポレオンより。
ベルイマン
声 - 若本規夫
ラトゥールを支配する悪漢。二丁の重火器を得物としている。世界征服のために地底要塞「クロモグラ」とその在りかを知るギブスンを求めて「モーターレギオン」にコンクリ島を襲うよう指示した。
元はヒナタらと同じくホットシードの生き残りで、一兵卒に過ぎなかった。しかし、上官を裏切って軍を脱走した後、何らかの手段で一大勢力を築き、ラトゥールの支配者に収まり、超人的な肉体を手に入れた。
ゴモド
声 - 藤原貴弘
ベルイマンの配下にある武装集団「モーターレギオン」の百台隊長を務める怪人。爬虫類じみた見た目をしており、口からは火を噴くこともできる。

### 歴代の登場人物
ドラムカン
声 - 鈴木達央
「MM3」主人公のハンター。デフォルト名が設定されていないため原作で名乗っていた偽名である「ドラムカン」として登場する。
通常は転送装置からランダムに登場しアイテムを落としていくのみだが、DLCでパーティーメンバーとして使用可能で通常のハンターよりも各能力が高い。
コーラ・ギンスキー
声 - 釘宮理恵
「MM3」ヒロインのメカニック。原作では特に戦闘するシーンはなかったがDLCでパーティーメンバーとして使用可能。
通常のメカニックより男らしさが低い以外のステータスは同一のため、戦闘面のみで見る場合ハンター並のステータスを持つラロにはかなわないが、称号の「箱入り暴走娘（息子）」と体装備「仕立てのいい服」は彼女しか所持していない。
ケン／レナ
声 - 下野紘／野田順子
「MM2R」主人公の男女ハンター。どちらもDLCでパーティーメンバーとして使用可能。
男ハンターのケンはドラムカン同様転送装置からも現れアイテムを落としていく。選択肢次第で戦闘も可能で一定条件でLVが上がっていきLV99の状態で倒せば図鑑に登録される。
パーティーメンバーとして使用した場合ケンは育ての母であるマリアに対して言及があるが、逆にレナはマリア関連のセリフが一切ない。
マリア
声 - 浅川悠
「MM2」主人公の育ての親である不死身の女ソルジャー。DLCでパーティーメンバーとして使用可能。称号「不死身の女（男）」も同時に入手。
彼女は出る作品ごとに統一されたキャラデザインがないが、今回のデザインは「MM2R」特典コミック「忘れえぬ人」が元になっている。
はんた
声 - 下野紘
「MM1」及びリメイクの「MMR」主人公のハンター。限定版付属DLCでヒナタのコスチューム扱いもしくは単独DLCでパーティーメンバーとして使用可能。
ケン、レナ、はんたのいずれかを購入することで称号「ヒヨッコ」が手に入る。
テッド・ブロイラー
声 - 杉田智和
「MM2」に登場したバイアス・グラップラー四天王の一人。
限定版付属DLC限定で戦闘可能な賞金首。
他の四天王がランダムエンカウントの中、彼のみ骸潜門付近にシンボルエンカウントとして存在する。
原作では生身でのみ戦闘可能だったが今作では戦車でも戦闘可能になった。
ブルフロッグ
声 - 岡本未来
「MM2」に登場したバイアス・グラップラー四天王の一人。
限定版付属DLC限定で戦闘可能な賞金首。
カリョストロ
声 - 宮下弘充
「MM2」に登場したバイアス・グラップラー四天王の一人。
限定版付属DLC限定で戦闘可能な賞金首。
スカンクス
声 - 有賀朔彦
「MM2」に登場したバイアス・グラップラー四天王の一人。
限定版付属DLC限定で戦闘可能な賞金首。
ノア
声 - 釘宮理恵
「MM1」及びリメイクの「MMR」ラスボス。シリーズの根幹である大破壊を引き起こしたスーパーコンピュータ。
悪党ミュージアムからワープできる地球救済センター奥に存在する。
原作では会話が始まるとどんな選択肢を選んでも見逃してくれなかったが、今作では戦わないような選択肢を選べば見逃してくれる。

## 用語
冷凍睡眠
モリセ博士の指揮下に行われたプロジェクト。コールドスリープ。
ホットシード
冷凍睡眠によってこの世界まで生き延びた人間。
クロモグラ
ノアに対抗するために、旧文明の人類が最後の希望の一つとして造り上げた地底潜行艦。大破壊後の人類の再起に備えて何処かの地底深くに休止していると言われている。

## 登場車両
サーシャ
車両No.1。バイク形態に変形したサーシャ。
戦車としての性能は低めで拡張性にも乏しいが、変形を駆使することで戦車が入れない場所にも連れて行くことができる。
デマーエ
車両No.2。ズキーヤの愛車であるルーフ付きのスーパーカブ。
最軽量シャシーで防御力は最低だが、拡張性に富んでいる。
レーサー
車両No.3。アダムスキー牧場のサイロに放置されているバイク。
エンジンキーがないので、どこかでスペアキーを入手する必要がある。
戦車市場
車両No.4。オールドソングの戦車市場で購入できる戦車達。
過去作品に登場した白バイやスーパーカーが購入できる他、ダウンロードコンテンツで購入した戦車の専用枠ともなる。
コルレオーネ
車両No.5。フィンガープラザに放置されている赤いスポーツカー。
手に入れるにはフィンガープラザを縄張りとする甲虫型賞金首ビートルーダーを倒さなければならない。
チハ
車両No.6。複製パビリオンに展示されている戦車。
リモコン反太郎によってハンターをおびき寄せるための罠として使われている。
ダックハンター
車両No.7。南の工業地帯にある倉庫に眠る対空戦車。
警備システムによって厳重に守られている。
バイオタンク
車両No.8。過去作にも登場している生きた戦車。
今作ではマンモス、クワガタ、タコ、ティラノの四種から選べる。
10式
車両No.9。アミダラマ南西の岩の上に鎮座しており、岩を砕くことで入手できる戦車。
改造によってさらに砲塔が追加され、陸上戦艦の様相を呈する。
ウルフ
車両No.10。シリーズ伝統の赤い戦車。
ハダアレ砂漠の地中深くに埋もれており、発見するには高性能な金属探知機が必要となる。戦車市場でも購入できる。
レンタルタンク
車両No.11。 一定の条件を満たすことで、レンタルタンクを買い取れるようになる。
レンタルタンクでしか手に入らない装備・シャシーや専用のカスタマイズも存在する。
犬山車
車両No.12。 カイテン城の主ミフネが所有している、本作における色物シャシー。
搭乗者が天井に乗るスタイルであるため、戦車のように強力な装備を持ちながら、バイクのように人間装備も使うことができる。

## オープニングテーマ
「EDGE OF HEAVEN」
作詞：kaykim、作曲・編曲：門倉聡、歌：澁谷梓希 from i☆Ris

## 評価
本作は発売前からキャラクターのグラフィックやパッケージを批判された。売上は最低目標にも届かなかった。